# Stanley Myers
Stanley Myers, född 6 oktober 1933 i Edgbaston, död 9 november 1993 i London, var en brittisk filmkompositör. Han komponerade filmmusik till sammanlagt över sextio filmer. Inklusive arbete för TV motsvarar det sammanlagt 130 film- och TV-projekt.

## Biografi
Myers gick i King Edward's High School i Edgbaston (en förort till Birmingham) som tonåring. Han är släkting till den populära musikern Andrew Myers från Nettleham i Lincolnshire.
1964 skrev Myers musik till sex avsnitt av TV-serien Doctor Who.
Myers är kanske mest känd för att ha komponerat "Cavatina", ett gitarrstycke som var ledmotiv i Michael Ciminos film The Deer Hunter (1978) och för vilket han vann Myers Ivor Novello Awards. Låten framfördes första gången av gitarristen John Williams som del av 1970 års film The Walking Stick.
Av "Cavatina" finns det även en annan version och tillagd text. Cleo Laine skrev en text till verket och kallade den "He Was Beautiful". Både hon och Iris Williams har sjungit in den, vilket hjälpte "Cavatina" till ännu större uppmärksamhet.

## Källhänvisningar
1. 1 2 3 4 5  "Stanley Myers". allmusic.com. Läst 15 mars 2015. (engelska)